# ミクロイドS
『ミクロイドS』（ミクロイドエス）は、1973年に発表された手塚治虫原作の日本のメディアミックス作品。漫画の連載とテレビアニメの放送が同時期に行われた。

## 概要
企画の発端は、プロデューサーである旗野義文が「昆虫を使って地球の環境問題とかを作品としてやりたい」と、企画書をまとめあげて手塚治虫の元に持ち込んだことに始まる。
手塚は基本設定や原案を構想し、それを元にTVアニメが制作されるとともに、手塚自身の手による漫画版が『週刊少年チャンピオン』（秋田書店）に連載された。これは前番組である永井豪・原作による『デビルマン』と同様の製作スタイルであり、漫画版とアニメ版はどちらかを元にしているといった関係ではなく、「おおまかに共通した基本設定で描かれた、発表媒体の異なる2つの作品」といえる。このためアニメ版は漫画より幅広い年齢層のテレビ視聴者を対象として、活劇を主体とした一話完結のヒーローものとなっており、全話の脚本を担当した辻真先がオリジナルストーリーを展開した。制作局であるNETでの放送枠は、圧倒的な高視聴率を誇るオバケ番組だった『8時だョ!全員集合』の裏にあたり、特撮ヒーロー番組『人造人間キカイダー』とともに、その牙城を突き崩すことが目標だった『デビルマン』の後を、『キカイダー01』とともに引き継いだ本作ではあったが、やはり視聴率的には苦戦を強いられたという（手塚は「時間帯のせいで悪かった視聴率が再放送では一転、高視聴率になって東映も私も驚いた」と語っている）。
一方『デビルマン』同様に、漫画版は独自の展開を見せるようになる。連載開始当初は、手塚が提案した『ミクロイド』にアニメ製作会社である東映が『Z』を付けたため、『ミクロイドZ』というタイトルが使用されていた。しかし、アニメ版のスポンサーがセイコー（当時：服部時計店）に決まると、「Z」はライバル企業のシチズン時計株式会社（CITIZEN）を連想させるという理由から、セイコー (SEIKO) の「S」に変更され（この時点でTVアニメ版の方も『ミクロイドZ』のタイトルでのオープニングがすでに完成していたが、変更を余儀なくされている）、『週刊少年チャンピオン』誌の連載漫画もこれに合わせてタイトルが途中で変更となった。
作品が発表された1973年の日本は『日本沈没』や『ノストラダムスの大予言』がベストセラーになり、オイルショックや公害問題・不況などといった社会不安が蔓延するなど、世相に終末ムードが漂っていた。さらに当時の手塚治虫は虫プロや虫プロ商事の倒産などで苦しい状態にあったためか、作品のムードは暗く沈鬱になり、世紀末黙示録的な世界が描かれていった。また、アニメ版同様に作品内には人類による環境汚染や行き過ぎた科学文明への批判が見られるものの、漫画版はよりパニックもの・ディザスターものとしての性格が強く、物語終盤にはほとんど主役の3人は登場せず、虫の襲撃に翻弄され死屍累々の街を逃げまどう人々の姿が、ひたすらハードかつペシミスティックに描かれている。
なお、手塚は『手塚治虫漫画全集185 ミクロイドS』第3巻のあとがきにて本作の執筆を振り返って、「テレビものは自由奔放な展開ができず、あまり（気分が）のらない」「たとえ原作者であっても描きにくい」「この漫画でプラスした点は、わが俗物教師ノラキュラ先生をデビューさせたことくらいでしょう。」と、作品に対しての不満や否定的なコメントを残している。

## 漫画版
手塚治虫の執筆により、『週刊少年チャンピオン』（秋田書店）に1973年14号（3月26日号）から同年37号（9月3日号）まで連載され、少年チャンピオン・コミックス全3巻として初単行本化された。

### ストーリー
大昔に昆虫から枝分かれして進化したアリの一種“ギドロン”は、世界中のサバクに潜んで高度な文明社会を構築しており、人類を抹殺して地球の王者になろうと計画していた。ギドロンの巣では、何百年も前にさらった人間の赤子を縮小して生み出された種族“ミクロイド”が奴隷として使役させられていたが、ギドロンの陰謀を人間たちに伝える使命を父・クロロクから託されたミクロイドのヤンマは、見せしめに処刑されそうになっていたアゲハとマメゾウを救って、ともに人間界へと脱出する。追っ手と戦いつつも、出会った人間たちにギドロンの脅威を警告するヤンマたちであったが誰もまともに取り合わず、国連での訴えも虚しく各国が紛糾するばかりで失望と徒労感に襲われてしまう。
ギドロンから逃れた末に日本へとたどり着いたヤンマたち3人は、世界的生物学者の美土路博士とその息子・マナブと知り合い、ようやく人類の危機についての理解を得るが、ヤンマの兄でありアゲハの婚約者であるジガーが暗殺部隊を率いて迫っていた。ギドロンに操られた虫の大群による東京大攻撃の日が近づくなか、美土路博士とヤンマたちはその惨劇に備えるために奔走するのだが…。

### 単行本
- 少年チャンピオン・コミックス『ミクロイドS』（秋田書店）全3巻[16][17][18]
  - 第3巻は単行本化のための不足分を補う必要から、同じく手塚治虫によるオリジナル短編「風穴」[19]と「海の姉弟」[20][21][22]を巻末に収録している。前者は正確には『ザ・クレーター』[23]の第4話にあたるが、少年チャンピオン・コミックスでの単行本『ザ・クレーター』には未収録だったもの。後者は『ミクロイドS』連載終了の翌々週に『週刊少年チャンピオン』に掲載された読み切りである。両作品とも後の（以下の）『ミクロイドS』単行本化の際には各巻のページ配分が調整されたことにより、収録されていない。

- 秋田漫画文庫『ミクロイドS』（秋田書店）全3巻
- 手塚治虫漫画全集『ミクロイドS』（講談社）全3巻[24][25][26]
- 秋田文庫『ミクロイドS』（秋田書店）全2巻
- 手塚治虫文庫全集『ミクロイドS』（講談社）全2巻

他に、手塚本人以外が手がけたコミカライズとして、以下に掲載されたものがある。2023年12月現在、いずれも単行本化はされていない。
- 『テレビランド』黒崎出版、1973年4月号 - 9月号
  - 4月号 斉藤浩美
  - 5-6月号 井上大介
  - 7-9月号 鈴木青児
  - 第1回タイトルのみ『ミクロイドZ』
- 『冒険王』秋田書店、1973年4月号 - 1973年9月号 大和田守
  - 第1回タイトルのみ『ミクロイドZ』
- 『別冊冒険王 映画テレビマガジン』秋田書店、1973年4月号 - 1973年9月号 大和田守
  - 第1回タイトルのみ『ミクロイドZ』
- 『たのしい幼稚園』講談社、1973年6月号 - 1973年9月号 構成：成田マキホ
  - 厳密には漫画ではなく絵物語である。

## アニメ版
『ミクロイドS』の本放送は前番組『デビルマン』と同様に、キー局では特撮ヒーロー番組『キカイダー01』とのペアで、土曜20:00 - 20:55の1時間枠の後半を担って放映された。
NETおよび同時ネット局（ANN単独加盟局が中心）での放送時間が25分だったため、25分用のキー局バージョンと30分用のローカル局バージョンが作られた。これはANNフルネット局で、20:55からスポットニュース『ANNニュース』を放送していたことによって生じる、30分の放送枠だった一部ローカル局との時間差を調整するためであった。具体的にはOPと次回予告の長さ・EDの有無といった差異があり、どの地域で視聴したかによって視聴者の記憶や作品への印象が異なることとなった。
手塚治虫による漫画版の重く沈鬱なムードやストーリー展開とは異なり、科学文明社会への批判や風刺を描きながらも、単純明快なヒーロー活劇として映像化されている。

### ストーリー
高度に知能の進化した蟻“ギドロン”は、砂漠の地下に造り上げた巨大な要塞を棲み処とし、さらった人間を自らに適したサイズに縮小化した“ミクロイド”を奴隷にしていた。ミクロイドであるヤンマ・アゲハ・マメゾウは、人間社会を征服しようというギドロンの計画を人類に伝えるために、ギドロンの世界から脱走した。しかし行く先々で出会う人間たちは、ある者はミクロイドをその目で見ても信じず、ある者は軍事に利用しようと企むなど、ヤンマたちの警告をまともに受け止めようともしない。絶え間ないギドロンの追っ手との戦いが続くなか、その道程で科学者・美土路（みどろ）博士と息子・学（まなぶ）と知り合ったヤンマたちは、ようやく良き理解者を得るのだった。（以上、第1話より）
その後もギドロンは3人を抹殺するために、次々と昆虫ロボットやミクロイドの刺客を送り込むと同時に、破壊工作を行って人間社会を混乱に陥れる。ヤンマたちは美土路博士や学とその友人たちの協力を得て、ギドロンに立ち向かう。

### 登場キャラクター
以下、TVアニメ版の解説をベースに、漫画版との差異を適宜補足する。また漫画版にのみ登場するキャラクターについても別途、説明する。

#### ミクロイド
ミクロイドがもともと人間であることは漫画版・TVアニメ版とも変わらないが、設定には若干の差異がある（第1、15話ほか）。
TVアニメ版のミクロイドはギドロンの科学が生んだ縮小人間であり、捕えた人間に逆行性ホルモンと言うべき薬液を注入することで、奴隷として適したサイズに改造され(第1話）、その際に人間だったころの記憶は消去されてしまう（第15話）。
一方、漫画版のミクロイドは、何百年も前にさらわれた赤ん坊たちが特殊なゼリーで育てられることで細胞が縮み、かつ交配や実験を繰り返して何世代も経るうちに肉羽（にくばね）という空を飛ぶための羽を獲得した種族であり、ギドロンの奴隷として使役させられている。なお、漫画版のミクロイドの身長は“5センチ”と語られており、TVアニメ版よりもかなり小さいと思われる。
ヤンマ・アゲハ・マメゾウは基本装備として、同じタイプのミクロイドスーツとヘルメットを着用している。頭部のヘルメット中央から伸びる刃・ミクロイドナイフを武器とし、ミクロイドスーツの背部に収められている羽を伸ばして飛行が可能（「スカイ・ゴー!」の掛け声で飛び立つ）。ほかにヘルメットには発光機能があり、暗闇では全体が光って周囲を照らすことができる（第1話）。TVアニメ版においては、体を休めていれば傷ついた羽が自然に治るらしき描写（第7話）のほか、ミクロイドショックを使ったマメゾウや、ミクロイドビームなどでエネルギーを使い果たしたヤンマが疲労困憊になったこと(第19話）などから、ヘルメットやスーツの機能にはミクロイド自身の体から何らかの原理でエネルギーが供給されていると思われる。
一方、手塚治虫による漫画版では、頭部のナイフも背中の羽もヘルメットやユニフォームに依存しておらず、生身の状態でも使用できるミクロイド自身の能力となっている。何よりアゲハやマメゾウのユニフォームは手製であることから、ヤンマのものも含めさほど特殊なものではないと思われる（ただし、ヤンマのヘルメットには戦闘時にゴーグルが下りる、TVアニメ版にない機能が描かれており、ヤンマはこれをギドロン兵〈?〉から強奪して手に入れている）。TVアニメ版のアゲハの能力であった触角の探知機能は、漫画版では3者のヘルメット共通の装備であった（触角には通信機能も備わっているらしい）。
ヤンマ
声 - 井上真樹夫
トンボをモチーフとしたミクロイド。
ギドロンの脅威を人間に警告し、共に立ち上がってもらうために、アゲハとマメゾウを連れてギドロンの世界から脱走してきた青年。常に慎重で沈着冷静、人当たりが強くかつクールでドライな言動から冷徹・非情と誤解されることもあるが、実際には情に厚く（第3話など）、ミクロイドの友人たちの悲劇的な最期に際しては激しい怒りと悲しみを見せるなど（第4、8、13、20、24話ほか）、感情を露にすることも多い。
ギドロンの世界ではコンピューター技師であり（第1話）、かつS-1（エスワン）と呼ばれるS班の班長として、アゲハやマメゾウを管理・監督する立場にあった（第3話）。
家族は志賀高原の地獄谷に健在で、母親と“たー坊”と呼ばれる乳飲み子の弟が、友人と砂漠に出かけて消息不明となった息子（ヤンマ）の生存を信じつつ暮らしていた（第15話）。父親は登場しておらず、特に触れられてもいないため詳細不明。
ヘルメット正面の2つの球体から破壊光線ミクロイドビームを発射することができる。また、その羽はとりわけ鋭く、「ミクロイドカッター」として敵を切断する武器としても使用される（劇中では「ミクロイドカット!」の掛け声で使われている）。
漫画版では父・クロロクから、人類にギドロンの陰謀を警告する使命を託されて人間界に脱走して来るのであるが、そもそもギドロンによる支配をどう思っていたのか、なぜ人間のためにそこまで尽くすのか、その強い信念がどこからくるのかといった、ヤンマ自身の心境やバックボーンはほとんど描かれていない。図らずも追っ手に任命された兄・ジガーと、生死を賭けた対決をすることになる。
アゲハ
声 - 鈴木弘子
チョウをモチーフとしたミクロイド。
草花が好きな心優しい女性で、荒らされた花畑などを見ると悲しい表情を見せる（第7話ほか）。ギドロンが保管していたマイクロフィルムには、人間だったころアメリカ（グランドキャニオンと思われる）に旅行中、家族は谷底に飲みこまれ、自身もギドロンに襲われた様子が記録されていた（第15話）。人種ははっきりと描かれていないこともあり、アメリカ人かどうかは不明。この映像を見たヤンマや美土路博士は、アゲハの家族はミクロイドにされておらず、全滅したものと判断していた。
背中の羽をはばたかせることで、あらゆる物を腐食させ粉々にする鱗粉（ミクロイドフラワー）を撒き散らすことができる。漫画版では頭部の刃を使うシーンがあるが、TVアニメ版のアゲハがミクロイドナイフを使って見せたことは無く、あるいは使えないのかどうかはさだかでない。
ヘルメット正面の2つの球体は高性能レーダーの機能を持つ触角（アンテナ）であり、ギドロンのロボットやミクロイドが接近すると伸びて反応を示すほか、音波も検知できるらしい（漫画版ではヤンマやマメゾウのヘルメットにも同様の機能がある様子が描かれている）。ギドロンのロボットや敵のミクロイドのみに反応する（ヤンマやマメゾウには反応しない）ことから、検知対象を選択できるものと思われる。
漫画版ではヤンマの兄・ジガーの婚約者。ギドロンに見せしめとして処刑されそうだったところをヤンマに救われ、人間界への脱走に同行することになるが、それは仕組まれたことであり、実はジガーによって差し向けられたスパイであった。しかし正体が明らかになっても咎めなかったヤンマの優しさに触れ、また行動を共にするうちにその考えを理解し同調するようになる。そこに恋愛感情は無かったが、ジガーに邪推されてしまい悲劇に見舞われる。
マメゾウ
声 - 曽我町子
甲虫類（カナブン）をモチーフとしたミクロイド。
ヤンマを「兄貴」と呼んで慕う腕白小僧。おっちょこちょいなところが玉にキズではあるが、ギドロンとの戦いで勝利に貢献することも少なくない。美土路学とは気が合うことから、そのポケットに潜んでは一緒に外出するなど、行動を共にすることが多い。後に学のクラスメート・大関るり子と知り合い、好意を寄せるようになる。ギドロンが保管していたマイクロフィルムには、火の海となったどこか南国の村を逃げまどい、飛び込んだ水中でギドロンに襲われるという、人間だったころのマメゾウの映像が記録されていた（第15話）。この映像を見た美土路博士は、マメゾウの部落は全滅したのだろうと判断していた。
ヘルメット正面の2つの触角をコードのように伸ばし、その先端の球体を対象に接触させて高圧電流ミクロイドショックを放つ。さほど威力はないと各所で説明されることも多いが、第2話でミクロイドジゴクを、第9話でゼミールを、第21話ではダインを、第25話でもガ型ロボットを撃破するなど、少なからず敵を倒してみせている。戦闘力の低いマメゾウにとっては奥の手であり(第2話）、使用すると著しく体力を消耗する。理屈は不明だが、第19話ではミクロイドショックでサッカーボールをマメゾウの身長クラスにまで縮小させている。
漫画版ではヤンマが脱走したことへの見せしめに、他のミクロイドたちとともに処刑されそうになっていたところをアゲハともどもヤンマに救われ、人間界への脱出に同行することになる。TVアニメ版ほどキャラクターは深掘りされていない。

#### 主人公たちを取り巻く人々
美土路 学（）/ 美土路 マナブ
声 - 野沢雅子
緑ヶ丘小学校に通っている小学生であるが（第5、23話ほか）、漫画版では南町中学に通う中学一年生（落第したため本来なら中学二年生）であり、キャラクターデザインもTVアニメ版とかなり違っている。年齢設定による違いの可能性もあるが、TVアニメ版では天真爛漫で、河内志津子にも積極的にアプローチするなど異性にも物怖じしない性格だったのに対し、漫画版では女の子と目が合うだけで赤面するほどシャイな様子がたびたび描かれている。
マメゾウとは仲が良く、ポケットの中に潜ませて一緒に行動することが多い。本人曰く体操は常に5だという（第18話）。その言葉のとおり、科学者の息子でありながら、頭を使うよりも体を動かす方が得意で腕白。これは漫画版ではより顕著で、自称剣道三段で喧嘩っぱやく行動派である反面、学業は成績不振から学年を落第してしまうほど。優秀な科学者の息子であることがプレッシャーやコンプレックスとなっており、父親のみならず周囲に対してはやや反抗的であった。中学生ながら自動車の運転をこなし、虫の大群に襲われた町なかを再三逃げ回っている。
なお、美土路家は父子家庭のため（第7話）、家事は通いのメイドに任せている（第8話）。
美土路（）博士
声 - 鈴木泰明
学の父。ヤンマたちが訴えるギドロンの脅威を初めて信じてくれた科学者。ミクロイドプレーンを提供するなど、ヤンマたちの戦いを様々な形でサポートする。TVアニメ版では「世界的なサイバネティクスの権威」（第13話）、漫画版では「ノーベル賞をもらった、世界的に有名な生物学者」と語られている。
漫画版ではもともと黒髪であったが、ギドロンによる東京襲撃の中、マナブを探しつつ逃げ回ったことによる心労のためか、1日でTVアニメ版同様の白髪となってしまう。
河内 志津子（）
声 - 千々松幸子
第6話から登場する、学の学校に転入してきたクラスメート。苗字は「かわち」ではなく「こうち」である。バレエを習っており、その発表会（演目は「赤い靴 」）を通じて学と親しくなった。ヤンマたちの存在を教えられても最初はなかなか信じなかったが、マメゾウに危機を救われたことをきっかけに良き友人となる（第7話）。性格は明るく活発で、間違っていると思えば番長やノラキュラにも食って掛かるほど気が強い。「学の恋人」とからかわれても否定せず、全く動じなかった（第16話）。当初、ミクロイドの存在は母親にも内緒にしていたが（第12話）、志津子の誕生パーティーにはヤンマたちも同席するなど（第19話）、いつの間にか打ち明けていた様子であった。父親は3年前に亡くなっており（第10話）、母子家庭ではあるが、裕福な暮らしである様子が窺える（第7、19話ほか）。
大関 るり子（）
声 - 野村道子
第18話から登場する、学のクラスメート。背が低く純朴で優しい少女だが、運動神経が悪いうえに勉強もビリである（第19話での本人の弁による）ことから、ノラキュラやクラスメートたちから「ビリ子」のあだ名で呼ばれている。学校に潜入したマメゾウを匿ったことをキッカケに大の仲良しになる（第18話）。手先が器用で裁縫が得意（第19話）。マメゾウを通してマナブや志津子とも親交を深め、行動を共にすることが多くなる。
ギャンブル好きのために毎日寄り道して帰りの遅い父親と、弟のタケオ（声 - 吉田理保子）との3人暮らし（第21話）。亡き母に代わって家事全般をこなしている。昼食のパンを残して、弟との晩御飯にするために持ち帰るほど家庭は貧しい（第18話）。
田中 丸栄（）
声 - 田中亮一
第16話から登場する、学のクラスの番長。教育委員長である父親（第18話）の権威を笠に着て、しばしば虐めや悪さを働いては学と衝突する。しかし根っからの悪人という訳では無く、第24話で相撲のコーチをしてもらったことを契機に学とも友情が芽生え、最終話ではギドロンの基地の壊滅にも協力する。広い庭の邸宅に住み、家政婦やお抱えの運転手を雇っていることから、かなり裕福な家庭と推察される（第24、26話）。
漫画版にもマナブの通う中学校の剣道部の主将として、よく似た容姿のキャラクターが登場するが名前は明かされておらず、出番もほんの少しのモブキャラ扱いに終わっている。
ノラキュラ先生
声 - 八奈見乗児
第16話から登場する。学年の途中で学のクラスに転任してきた担任教師。性格は陰湿そのもので、弱者をいたぶり強い者におもねる卑屈さと、普段から生徒を依怙贔屓をする態度から皆に毛嫌いされている。「（廊下に）立っとれ!」が口癖（第16、19、22、26話ほか）。ヤンマからは堕落してギドロン化しつつある人間の例として、「子供の頭にガラクタを詰め込むロボット」と酷評された（第18話）。頭が固く教科書や文部省の指導に無いことは信じない主義のため、ミクロイドを目の前にしても頑なに現実として認めず、マメゾウの存在も無視して振舞う（第16、18、19話ほか）。漫画版でも同様の人格を持った担任教師として登場し、何かにつけマナブに嫌がらせをする。“ノラキュラ”は生徒が付けたあだ名らしく、本人は不快に思っている模様（第16話）であるが、本名は不明。手塚作品には以後、ときおり登場するキャラクターとなる。
カンクロー
声 - 肝付兼太、野村道子（第18話）ほか
第18話から登場。3羽のカラスと喧嘩していたところマメゾウに加勢され、学からは傷の手当てを受けたことがキッカケにペットとなる。
ガラナ博士
声 - 柴田秀勝
第25話に登場。美土路博士の長年の友人であり、サイボーグ研究の第一人者。人類を食糧危機から救うために、人間をミクロ化する技術を研究していたが、それをギドロンに目を付けられ、情報交換をきっかけに（また、病に伏せっていた妻の治療費となるダイヤモンドと引き換えに）その研究成果を提供してしまう。ギドロンの企みに気づいた時にはすでに妻の体は乗っ取られ、その行動は昆虫ロボットやネズミロボットらに監視され、やむなく学会で美土路博士を批判する急先鋒を演じることとなる。その後、一計を案じて美土路博士を自宅兼研究所に招き、密かに渡した遺書を通じてギドロンの弱点を伝えた後、ギドロンの巣と化していた邸宅を自らと妻もろともに爆破して、帰らぬ人となった。
直木 了一（なおき りょういち）
声 - 柴田秀勝
第12話に登場する。経営していた工場が、取引のあった金満（かねみつ）商事が原因で倒産してしまったことを恨んで、金満社長を拳銃で殺害した殺人犯。箱根にドライブに向かっていた志津子と母の乗る自動車が、たまたま通りがかったところを乗っ取り、妻が一足先に入水自殺してしまった芦ノ湖で自らも命を絶とうとする。
「人殺しの親をもつよりは」と、まだ幼い息子・太郎（声 - 野村道子）を駅前のデパートに置き去りにしていたが、太郎は学の目の前で交通事故に遭って重態となってしまう。Rh−（アールエッチマイナス）の輸血が必要となるが、供血者が見つからず、死に直面していることをラジオの報道で知った了一は投降。自らのRh−の血液を美土路博士やヤンマらの協力を得て、ミクロイドプレーンで運んでもらうことになる。
新吉（しんきち）
声 - 山本圭子
第14話に登場。祖父の働く炭鉱に入り浸っていた少年。得意のハーモニカを吹いていたところ、その音色に聴き惚れたアゲハと知り合う。落盤事故によって炭鉱の地下に閉じ込められた祖父の身を案じる。
源次（げんじ）
声 - 辻村真人
第14話に登場。新吉の祖父で炭鉱夫。廃坑の決まった炭鉱の現状を嘆いていたところ、マメゾウと出会ってミミズ型ロボット・ロゴが坑道を利用して基地を建設しようとしていることを知る。落盤事故で閉じ込められた地下でロゴと対峙し、道連れにダイナマイトで自爆して絶体絶命だったヤンマたちを救った。その最期はヤンマに、人間はギドロンに負けないという確信と感銘を与える。
フィリップ・L・ランバート
声 - 矢田耕司
第26話に登場する。某国のスパイであったが、日本に潜入しようとしていたところをギドロンのアリ型受信機ロボットに憑りつかれ、操り人形となっていた。その後、ミクロイドの戦闘員とするためにギドロンによって縮小化されてしまうが、直後に基地に突入してきたヤンマたちの水攻めに巻き込まれて、そのまま消息不明となる。
久保 涼子（くぼ りょうこ）
声 - 菊池紘子
第26話に登場する。ラジオの人気パーソナリティである若い女性。海外での取材を終えて帰国中にギドロンのアリ型受信機ロボットに憑りつかれ、操られていた。
ミチコ
漫画版にのみ登場する。ギドロンによる東京への大攻勢のなか、街なかを逃げ回るマナブが出会った少女。両親は虫に殺されてしまっていたため、マナブと行動を共にすることになる。年齢は不詳だが、おおよそマナブと同じくらいと思われる。異性が苦手だったマナブは次第に心惹かれていくが、実はマイマイに寄生されていてすでに自我は無く、操られていた（マイマイによれば一度寄生された人間は魂の抜け殻となってしまうので、もう元には戻らないという）。

#### 敵
ギドロン
声 - 永井一郎
「異常に進化した高等昆虫で、知能は人間以上（ヤンマ・談）」（第1話）、「人間より高等な蟻」（第2話）。砂漠の下に密かに造られた、蟻の巣そっくりの大要塞を住処とし、昆虫型の戦闘用ロボットをいくつも製造して人間界の征服を狙っている(第1話）。また、人間をさらってはミクロ化し、奴隷として使役している。
ガラナ博士による考察では、種としての繁殖力が弱いのが弱点であり、総数はわずか100匹以下。世界中にある基地にも一つの基地に1匹ずつしかおらず、しかも多数のロボットの中の1体に潜んで指令を出していると推測された（第26話）。ヤンマいわく、砂漠に生まれたギドロンは水が苦手でもある（第26話）。最終話に現れたギドロンの一体は、頭から腕にかけて体毛を生やした、羽を持った蟻のような外観を有していたものの、人間のような四肢を持っており直立する姿を見せた。
漫画版におけるギドロンは、大昔に昆虫から枝分かれして進化した“アリの一種”で、世界中のサバクに潜んで高度な文明社会を構築している。頭部こそ大きいものの人間に近い姿をした（四肢を持ち二足歩行をする）ゼルギというギドロンの主（最高指導者）の下、百万の親衛隊のギドロンがおり、その下に10億ぐらいの労働者とギドロン兵とその子供、そのほかに“人虫（ひとむし）”や“虫を改造したサイボーグ”らを従えた科学者グループとで構成され、わずか5千人のミクロイドたちは、それらの奴隷としてこき使われている。世界中の昆虫を操ったり、サイボーグにしたりすることが可能であり、いつでも人間や哺乳類を駆逐して地上を支配できると考えている。TVアニメ版のような昆虫型ロボットは所有も使用もしておらず、人間への攻撃はもっぱら人虫や虫たちの大群を操って行われた。
ジガーによって明かされたギドロンの最終的な計画は、必ずしも人類すべての殲滅ではなく、わずかに残した人間の奴隷・家畜化（ギドロンの農園での使役）と、人間に汚されることのない自然のままの地球環境を保全することであった。
なお、ヤンマたちはアリゾナの砂漠からやってきたらしく、美土路博士はこのことから、ギドロンの本拠地はゼルギの居るアリゾナ砂漠であろうと推測していた。

ギドロンがどのように誕生したかについては、漫画・アニメとも詳しくは語られておらず、ネットや各所で「人間の歪んだ科学が生んだ」「突然変異によって高度な知能を持った」などとするものも散見されるが、特にそのような因果関係の説明はない。

#### その他のミクロイド
ミクロイドNo.74（セブンフォー）
声 - 八奈見乗児
第3話に登場する。かつてヤンマたちと同じS班に属していた老人。アゲハやマメゾウと親しい間柄であったらしい。事故で負傷したことで、奴隷として役に立たなくなったと判断され、ギロルによって分解処分されて砂となってしまう。なぜヤンマたちからも番号でよばれているのか、名前が無いのかといった事情は不明。
ルリボシ
声 - 富山敬
第4話に登場する。ギドロンの世界ではA-1（エーワン）と呼ばれる、ヤンマと志を同じくしていた友人。その名（「ルリボシヤンマ」）や羽の形状などから、ヤンマと同じくトンボがモチーフのミクロイドと思われる。刺客として現れるが、実の目的はヤンマたちの脱走に勇気づけられた同胞のミクロイドたちの動静を、密かに伝えることであった。帰巣本能に働きかけ、睡眠中のミクロイドを誘（いざな）う特殊能力の持ち主。ヤンマと同じタイプのミクロイドスーツを着ており、ヘルメット正面の2つの球体からは、ミクロイドビームと同等の威力の破壊光線エースシャワーを発射することができる。ヤンマと戦うふりをしながら首尾よく伝言を知らせたものの、ガガンボに裏切りを見抜かれ、体内に仕掛けられていた自爆装置を作動させられて爆死する。
第3話のキー局版次回予告では「クワガタ」と呼ばれていた。一方、ローカル局版次回予告では本編同様「ルリボシ」であったが、ヤンマとは面識がない様子に描かれていた。
ガガンボ
声 - 大竹宏
第4話に登場する。ギドロンの世界ではA-2（エーツー）と呼ばれる、ヤンマたちを追ってきた刺客。その名からガガンボがモチーフのミクロイドと思われる。ルリボシの監視役としてコンビを組まされている、ギドロンの忠実な下僕。口から目つぶしや催眠作用、隠密効果のあるガスを吐く。ルリボシの体内に仕掛けられた自爆装置のスイッチを持っており、その裏切り行為を見抜いて彼を爆殺した後、カメムシロボットに乗って逃走を図るも、ヤンマによって開けられたダム湖の放水口に吸い込まれて果てる。
モンカゲロウ
声 - 鈴木泰明
第7話に登場する。体を透明にする能力を持ち、密かに人間界で破壊工作を行っていたミクロイド。さらに美土路邸にも襲来し、熱線眼鏡によって姿が発覚するもヤンマに深手を負わせて去る。しかし再度の襲撃の際に、ラッカーを浴びせられて姿を隠せなくなり、実は傷が癒えていたヤンマの逆襲に遭って敗れた。ミクロイドビームを浴びて爆死しているが、機械的に身体を改造されていたのか、あるいは自爆用の装備でもあったのか、詳細は不明。
オルガ
声 - 平井道子
第8話に登場する。ムカデ型ロボット・クイールと連携し、ギドロンから脱走してきたと偽ってヤンマたちに接近した女性ミクロイド。胸のブローチ状の催眠装置から発する光線の力を借りてヤンマを篭絡し、仲間の間に不和を引き起こそうと画策したが、真意を暴かれるとなおも3人を催眠光線で強引に操ろうとした。心の底からギドロンの手先という訳では無く、弟を人質にされて止む無く作戦に従事していたため、任務失敗とともに体内の自爆装置を作動させられると、ヤンマらを巻き込まぬように空へと身を投じて輝きとともに散る。何の昆虫をモチーフとしたミクロイドかは、いっさい説明が無く不明。
アズキ
声 - 松島みのり
第10話に登場する、マメゾウの親友。トックリバチ型ロボット・ドグラーと組んで、人々に幻覚を見せて人間社会を混乱に陥れる。ギドロンの思想に完全に染まっており、人間を滅ぼすことにも何の疑問も抱いていなかった。マメゾウと対立して揉み合っているところを、割って入ったドグラーに誤って刺されてしまい、マメゾウと仲が良かったころの幻覚を見ながら、崖から落ちたトラックとともに水没してしまう。何の昆虫をモチーフとしたミクロイドかは、いっさい説明が無く不明。ヤンマとも面識があったらしい。
ブン
声 - 田中亮一
第11話に登場する。サナギ型の変態装置を使って、ヤンマやマメゾウに変身して襲ってきた。ギドロンの世界では常に何かに化けていて、スパイとして重宝がられていたという。全身から発する圧力を持った熱光線や、胸もしくはベルトのバックルのあたりから発射する3色の光線を武器とする実力者でもあり、危うくヤンマも敗れるところであった。その姿から正体はタマムシと思われる。自らの光り輝く体の美しさに絶対の誇りを持つナルシシストで、作戦成功の暁には、支配者であるギドロンの仲間入りすることを夢見ていた。戦いに負けて本来の姿に戻った後、水たまりに倒れ込んで泥にまみれた最期を遂げる。
リッキー
声 - 森功至
第13話に登場する。ヤンマとはともに脱走の一番乗りを誓い合った親友。アゲハとも旧知の間柄らしい。ギドロンの世界から恋人のリーマと脱出し、ヤンマの元へと逃れてくる。しかしその真の目的は、口がきけなくなっているリーマを元通りにすることと引き換えに、ギドロンの命に従ってヤンマたちを殺すことであった。もっとも本物のリーマはすでにギドロンに殺されており、リッキーはそのショックで正気を失ってしまい、与えられたリーマそっくりの殺人アンドロイドを本人と妄信するようになっていた。最後は爆発四散したリーマの姿に半狂乱となり、破片を追って海中に突っ込んで死亡する。何の昆虫がモチーフかハッキリ描かれていないが、ヘルメットの形やリーマと同じ羽を持っていることから、カマキリが元になっていると思われる（ただしヤンマからは大した戦闘力を持っていない、と指摘されている）。
ブヨヨ
声 - 神山卓三
第16話に登場する。その名前と容姿からブヨをモチーフとしていると思われる。陰湿で残酷な吸血ミクロイドで、血を吸われた生物は人間と言わず動物と言わず、痩せ細ったうえで凶暴化してしまう（劇中では狂ったようにモノに噛みつくようになる、と語られている）。かつてギドロンの世界でも弱い者いじめをしては、ヤンマと衝突していた。皺だらけの醜い顔をしており、ヤンマを若造呼ばわりしていたことから年配者らしい。人々を凶暴化させて世間を騒がせるが、それに気づいたヤンマと対決の末、背後から襲いかかった際にミクロイドナイフのカウンターを受けて串刺しとなる。なお吸血は口からではなく、頭部の針を刺すことで行われる。
マイマイ
声 - 増山江威子
第20話に登場する、かつてヤンマが妹のように可愛がっていたミクロイドの少女。人間に憑りつき、その力を最大限に引き出して操ることができる。また漫画版と異なり（後述）、体をカタツムリの殻状に変形させることで高速飛行が可能。その特徴から、なぜか虫ではないカタツムリ（マイマイ）が元になっていると思われる。ギドロンに人類を憎むようにその罪悪を吹き込まれ、人間を操って社会を混乱に陥れたためにヤンマたちと敵対する。しかし戦いのさなか戦車の砲弾の爆風を受けて致命傷を負い、ヤンマが巻き込まれず無事だったことに安堵の涙を流しながら、その腕に抱かれて息を引き取る。
漫画版にもジガーの配下として登場する。ジガーの下でヤンマ討伐のために暗躍する一方、虫の大群に信号を送って操る能力で一度目の東京大襲撃を指揮した。体のあちこちから7種類の毒の粉を出すことや、人間に寄生して自由に操ることもできる。マナブが避難中に街で出会った少女・ミチコの頭部に寄生して、意のままに操った。人間の大きさにもなれるとも語られているが、その能力は披露されなかった。初登場時に飛翔して現れた姿から、マイマイ蛾をモチーフにしていると思われる。
シナール
声 - 森功至
第24話に登場する。かつてはヤンマの親友だったが、ヤンマたちがギドロンの巣から脱出を図る以前に、頭脳改造機にかけられて徹底的に人間を憎むように洗脳され、さらに全身を三日月状のブーメランや回転ノコギリ、ドリルといった武器（ほかに玩具のロボット）に変身させることができるアンドロイドに改造されてしまっていた。その洗脳を解くことはかなわず、アゲハやマメゾウが捕えられていたセスナ機を守るために、止むを得ず放ったヤンマのミクロイドビームを受けて爆死する。特徴的な羽を持っているが、何の昆虫をモチーフとしているかはさだかでない。
ジガー
漫画版にのみ登場するヤンマの実兄であり、アゲハの許嫁。ギドロン（ゼルギ）に命ぜられ、ヤンマ討伐隊の隊長として5人の刺客を連れて人間界へと追ってくる（ただし実際の任務ではヤンマ討伐にとどまらず、虫の大群を使っての東京襲撃や日本全土への総攻撃も行った）。アゲハをスパイとしてヤンマに同行させていたが、やがて連絡が取れなくなったことで二人の仲を邪推し、嫉妬に苛まれるようになる。しかし、今際のアゲハから変わらぬ愛を打ち明けられて自身の不明を悔い、ヤンマとの対決にわざと負けてアゲハの後を追うことを選ぶとともに、虫の大群をコントロールできるヘルメットをヤンマに託して息を引き取る。元となっている昆虫はその名からジガバチではないかとも思われるが、判断材料に乏しく、さだかでない。

### 登場メカ
ミクロイドプレーン
ヤンマたちが「ユニフォームの羽（美土路博士・談）」を広げると、特殊な電波が発生してギドロンにキャッチされてしまうことから導入されたミクロイド用の超小型飛行艇で、もともとは美土路博士が研究していたエアプレーンの模型を転用したもの（第2話）。以後、空を飛ぶ際には自身の羽と併用するようになる。当初は二人乗りの一機のみだったが、後にアゲハ・マメゾウそれぞれに、一人乗りの専用機体が色違いで用意された（第4話、第14話）。底部からのロケット噴射でホバリングや垂直離着陸が可能。フード（風防）は外からもリモコンで開けられる（第19話）。探索レーダー（第9話）や通信設備（第15話）を備え、空中のみならず水中でも何ら支障なく航行できるなど高性能（第17話）だが、武装は施されていない。ヤンマ機は第13話で機体を両断されて一度大破しているが、修理もしくは再製作されている。一方、マメゾウ機は第24話で撃墜されて喪失、その後は登場しておらず、再製作されたかどうかは不明である。なお、美土路博士の研究室は電波が外に漏れないようになっているため、ユニフォームの羽で飛んでもギドロンに探知される心配はない（第2話）。

#### ギドロンのロボット、サイボーグ
ミクロイドジゴク
第2話に登場。ロボットでありながら幼虫（アリジゴク型）から蛹を経て成虫（ウスバカゲロウ型）に変身する機能を持つ。幼虫時は地中を自在に動き回り、街のいたるところの地面に穴をあけて破壊工作を働いたが、成虫になると生えた羽で空を飛び回り、ミクロイドナイフやミクロイドビームも通じない強固な硬さの体となって、退治にやって来たヤンマを苦戦させる。しかし関節部を狙ったヤンマの攻撃で尻尾を斬り落とされ、アゲハの鱗粉でダメージを受けたところを、マメゾウのミクロイドショックを受けて機能停止した。ヤンマたちはギドロンの物的証拠としてその残骸を確保しようとするが、証拠隠滅のために自爆されてしまう。
ギロル
第3話に登場。ギドロンの世界におけるミクロイドの死刑執行人であるサソリ型ロボット。尻尾の針先から出す毒液を注入され、さらに触角から発する高周波を浴びた生物は、瞬時に黒い砂と化してしまう。ギドロンの世界ではこの能力を使って、怪我や病気や年老いたことで役に立たなくなったミクロイドを、分解処理する役目を担っていた。ギドロンからヤンマたちの抹殺指令を命ぜられてやって来たと思われる（アゲハ・談）が、のみならずあちこちで人間を砂にして社会を混乱に陥れた。補強工事中の高架道に空いた穴の中でヤンマと交戦中、落石につぶされて自爆する。
クレオ
第5話に登場したシロアリロボット。口から吐く溶解液で、あらゆる物質を砂のようにボロボロに崩してしまう。また、腹部を輪切りにした円盤状に無数に分割し、回転ノコギリと化して飛ばし敵を攻撃することもできる。美土路邸の地下動力室を拠点としてタンカーや灯台、寺やハイウェイなどを次々と崩壊させた挙句、ヤンマたちの暮らす街の地下でガス管を損傷させて、一帯を火の海にしようとした。これを阻止しようとしたヤンマたちと戦闘となり、頭や腹部の円盤群をミクロイドカットで破壊された後、胴体にミクロイドビームの直撃を受けて爆散した。
タランチュラ
第6話に登場したクモ型ロボット。口中から出す電波受信器を人に取り付けて操り、あたかも舞踏病にかかったかのように死ぬまで躍らせ続ける。標的として学を狙っただけでなく、無関係の被害者を続出させて社会に不安を招いた。尻からは針金状にもなる糸を出し（無数の針にして発射することもできる）、口からは溶解液を吐く。容易に接近を許さず、ヤンマの攻撃をことごとく躱して苦戦を強いらせるが、最後は（マメゾウと学の協力もあって）ミクロイドビームの直撃を受けて撃破される。
クイール
声 - 岡本敏明
第8話に登場したムカデ型ロボット。ギドロンの世界から脱走したミクロイド・オルガを始末するために、人間界に追って来た（しかし、実はそれ自体がオルガをヤンマたちに近づけるための偽装であった）。全身に並んだ球体は触手として伸ばすことで打突武器になるほか、接触したものに電撃を流せる。終始、奇声を発しながら襲ってくるその声が「クイール」と聞こえたことから、ヤンマは（それが名前であろうと解釈して）クイールと名付けた。ムカデの姿をしているものの、最後尾のブロックからロケット噴射して空を飛ぶこともできる。オルガを追って美土路邸にまで襲撃に現れるが、ヤンマと空中戦の末、湯沸かし中のポットを倒して熱湯を浴びてしまい爆散した。
ゼミール
第9話に登場。ギドロンから派遣された刺客であり、セミのサイボーグ（ヤンマ・談）。催眠音波でアゲハやマメゾウを操ってヤンマを襲わせた。元が昆虫であるにもかかわらず知能が高いようで、催眠状態のアゲハやマメゾウを通して、ヤンマと会話もしている。学の乗る遠足バスをアゲハに襲撃させる一方で、潜んでいた洞窟でマメゾウと戦いになり、ミクロイドショックをくらって爆死した。
ドグラー
第10話に登場するトックリバチ型ロボット。尻の針で刺した人間の思考中枢を瞬間的に麻痺させ、幻覚を見せる能力を持つ（美土路博士によれば幻覚剤を射ち込んでいるらしい）。武器として尻から無数の針を発射するほか、隠し羽を展開して光線を放つ。ミクロイドのアズキと組んで行動し、ミキサー車に潜んで移動することでアゲハによる探知から逃れ、行く先々の人々に、死別した親しい人物の幻を見せては事故に遭わせていた。走行するミキサー車の周囲でヤンマと激しい空中戦を繰り広げ、最後は胴体をミクロイドナイフで両断されて斃れる。
リーマ
第13話に登場。リッキーの恋人であった、リーマ（声 - 菊池紘子）の姿を模した殺人ロボット。ギドロンによってリッキーに与えられ、ヤンマたちの暗殺に協力するよう仕向けることを任務とする。ミクロイドである本物のリーマはギドロンに殺されたらしいが、正気を失ってしまったリッキーはその現実を認められず、まったく喋らないリーマを失語症になっていると思い込んでいた。両腕を巨大な鎌に変形させてなんでも寸断することができ、これを超高速で使うことによって、あたかも身動きせずに攻撃を繰り出しているかのように見せる。潜水機能も持っており、海中からの攻撃でヤンマを翻弄するも、ミクロイドビームの直撃を受けて爆散する。
ロゴ
第14話に登場する。廃坑が決まっていた炭鉱を利用して、基地を建設しようとしていたミミズ型ロボット。ミクロイドビームが通じないうえに、体を切り刻まれても再結合や再生をしてしまう強敵。また、分裂して複数になることもできる。炭鉱夫である源爺さん（源次）のダイナマイトによる自爆でようやく倒された。
マグネクラゲ
第17話に登場するクラゲ型ロボット。大群で行動し、近づく金属製の物体を全身から放つ磁力線で攻撃して破壊してしまう。海上の学やノラキュラたちのボートを狙って浮かび上がったところを、ヤンマたちの総攻撃を受け一網打尽にされる。
バブロ
第19話に登場したアワフキムシ型ロボット。全身から出す泡の中に身を隠して、次々と人を襲っていた。その泡には包んだ人間を窒息死させるにとどまらず、メカをも狂わせる力があるらしい。志津子の誕生パーティーに乱入して、応戦した学やマメゾウを窮地に陥れるが、駆け付けたヤンマと激闘の末、ミクロイドビームを連続でくらって撃破された。
ダイン
第21話に登場。口や尻から強力な粘着力のある糸を出し、あらゆる物を接着してしまう。その特徴からクモ型ロボットと思われるが、4本脚に4枚羽を持つなど単純なクモの姿をしていない。糸を使っていたるところで事故や騒動を巻き起こし、退治に現れたヤンマやアゲハをも絶体絶命にまで追い詰めるが、背後をとったマメゾウのミクロイドショックをくらって爆発する。
ビガー
第22話に登場するオケラ型ロボット。口から生物を巨大化・凶暴化させるガスを吐いて騒動を起こした。ノラキュラが生徒に売りつけるために集めていた動物たちを巨大化させ、るり子やヤンマたちを襲わせるが、アゲハに懐いていたカエル（志津子は「ゲコちゃん」と名付けていた）がコントロールから離れたために乗っていた背から振り落とされ、そこへアゲハの鱗粉攻撃を浴びせられ爆発して果てる。
ミラージュ
第23話に登場。一見するとミクロイドのようであるが、まったく喋らず、劇中ではマメゾウが「ロボット・ミラージュ」と説明している。口から吐く粘液を固めて凹レンズを作り出し、別の場所の物や風景を映し出したり、自らの姿を巨大化させて空間に投影したりすることができる。また、体表前面から無数の針を発射する。その容姿からカブトムシをモチーフとしていると見られるが、持っている特殊能力はまったく関係がないものであった。ヤンマと交戦の末、すれ違いざまにミクロイドナイフで縦に真っ二つにされて爆発四散する。
シナール
声 - 森功至
第24話に登場。詳しくは前述のミクロイドの項を参照。
人虫（ひとむし）
漫画版にのみ登場する、ギドロンが使役する兵隊。その名のとおり人に近い姿をしているがミクロイドとは分類がまた違うようで、ヤンマいわく“ミクロイドにはがまんできても、虫には致死量のガス”を使って全滅させられていることから、虫を改造した存在である可能性が高い。その一方「ギドロンの科学者グループによって造られ、“虫を改造したサイボーグ”らとともに仕えている」などと、サイボーグとも区別されているかのような記述もされており、あるいは造られた生命体なのか詳細ははっきりしない。もっぱら集団で活動し、襲われた人間は刺されるとミイラのようになって殺されてしまう。知能はさほど高くないようだが、ヤンマたちにメッセージを伝えるなど会話程度はできる模様。

### スタッフ
- 製作担当 - 江藤昌治、菅原吉郎
- 企画 - 旗野義文[注釈 1]
- 原作 - 手塚治虫
- 脚本 - 辻真先
- 音楽 - 三沢郷
- NETプロデューサー - 宮崎慎一
- 作画 - 高橋信也、兼森義則、小松原一男、友永和秀、奥山玲子 他
- 背景 - サンアートスタジオ、スタジオコスモス、アトリエローク
- 撮影 - 菅谷正昭、高橋宏固、山田順弘、高梨洋一、佐藤陸郎、森口洋輔、相磯義雄、酒井寿一
- 編集 - 花井正明、古村均、井関保雄
- 録音 - 波多野勲
- 効果 - E&Mプランニングセンター→協立音響→加藤昭二
- 選曲 - 宮下滋
- 製作進行 - 佐伯雅久、黒石陽子、吉沢孝男、広川和之、松浦錠平、堀正春、井内秀治、寒竹清隆、西村哲一
- 現像 - 東映化学
- キャラ設計 - 我妻宏[29][注釈 64]
- 制作 - NETテレビ、東映
- コピーライト表記 - © 手塚プロダクション・東映アニメーション

### 音楽
主題歌・BGMといった全ての作曲・編曲を三沢郷が担当している。また、同じく三沢が担当した前番組である『デビルマン』からも、一部のBGMが流用されている。

#### 主題歌
キー局とローカル局での放送時間の差は主題歌と予告編で調整されたため、OPにはキー局用のショートバージョンと、ローカル局用のロングバージョンが存在する。また、キー局では第6話からOPが「ヤンマだ アゲハだ マメゾウだ」に変更されたが、その際OPの45秒の尺に収めるためにアップテンポで再録音され、これに伴いTVサイズのみならずシングルレコードの音源も差し替えられた。そのため放送時に発売されたシングルレコードは、初期盤と再プレス盤とでは収録内容が異なる（型番はどちらも同一〈SCS-513〉のため、実際に聴かない限り初期盤と再プレス盤の判別は不可能）。以降は再録音されたものが正規版とされ、オムニバス盤（CDも含む）に収録される場合もアップテンポバージョンが収録されている。これによって初期版の「ヤンマだ アゲハだ マメゾウだ」は長らく幻となっていたが、2003年になって『手塚治虫の世界』にようやく収録された後、手塚治虫生誕80周年記念「手塚治虫作品集」の一環として発売された『ミクロイドS ORIGINAL SOUNDTRACK』にも収録され、CD化を果たした。ただしいずれもモノラル版であり、2023年10月現在、ステレオ版の復刻はされていない。
なお、この『ミクロイドS ORIGINAL SOUNDTRACK』には、タイトルが『ミクロイドS』に変更となる前にすでに録音が済んでいた『ミクロイドZ』版の主題歌・副主題歌が、ステレオ音声のフルサイズでボーナストラックに収録されている。
オープニングテーマ1 - 「ミクロイドS」（キー局のみ第1話 - 第5話）
作詞 - 阿久悠 / 作曲・編曲 - 三沢郷 / 歌 - ヤング・スターズ
第1話では挿入歌としても使用されている。
オープニングテーマ2 - 「ヤンマだ アゲハだ マメゾウだ」（キー局のみ第6話 - 第26話）
作詞 - 阿久悠 / 作曲・編曲 - 三沢郷 / 歌 - ヤング・スターズ
キー局では第6話からOPが「ヤンマだ アゲハだ マメゾウだ」に変更された。上述のとおり、再録音されたアップテンポバージョンである。
エンディングテーマ - 「ヤンマだ アゲハだ マメゾウだ」（ローカル局のみ）
作詞 - 阿久悠 / 作曲・編曲 - 三沢郷 / 歌 - ヤング・スターズ
キー局ではエンディングが無いため使用されていない。
エンディング用としてTVサイズが別に録音されていたが、実際のフィルムにはレコード用のフルサイズが採用されている。
上述のとおり、キー局で第6話からOPが「ヤンマだ アゲハだ マメゾウだ」に変更されたことに伴い、アップテンポで再録音されたものが正規版とされて、シングルレコードの音源までも差し替えられたが、ローカル局のエンディングはアップテンポバージョンに変更されることなく、そのまま最終話まで使用された。

### 各話リスト
| 話 | 放映日        | サブタイトル                    | 演出     | 作画監督   | 美術     | ギドロンの昆虫ロボット及びミクロイドの刺客                                          |
| -- | ------------- | ------------------------------- | -------- | ---------- | -------- | ----------------------------------------------------------------------------------- |
| 1  | 1973年 4月7日 | 友よ! 自由を…                   | 明比正行 | 我妻宏     | 秦秀信   | クモ型、イモムシ型、カマキリ型、ハチ型の追手ロボット                                |
| 2  | 4月14日       | 地底からの挑戦                  | 設楽博   | 森利夫     | 内川文広 | ミクロイドジゴク                                                                    |
| 3  | 4月21日       | ギロルの歌は悲しみの歌          | 葛西治   | 落合正宗   | 秦秀信   | ギロル                                                                              |
| 4  | 4月28日       | 眠れ! 愛の戦士よ                | 大谷恒清 | 小松原一男 | 内川文広 | ガガンボ、ルリボシ、カメムシロボット                                                |
| 5  | 5月5日        | 忍びよるクレオ 崩れる街         | 岡崎稔   | 我妻宏     | 秦秀信   | クレオ                                                                              |
| 6  | 5月12日       | 闇に踊る毒グモ                  | 小湊洋市 | 白土武     | 勝又激   | タランチュラ                                                                        |
| 7  | 5月19日       | 燃えるカゲロウの恐怖            | 明比正行 | 小松原一男 | 内川文広 | モンカゲロウ                                                                        |
| 8  | 5月26日       | 美しき乙女 光と闇の戦い         | 山口秀憲 | 森利夫     | 秦秀信   | クイール、オルガ                                                                    |
| 9  | 6月2日        | あやつりゼミール 決死のマメゾウ | 葛西治   | 落合正宗   | 内川文広 | ゼミール                                                                            |
| 10 | 6月9日        | ドグラーの幻に狂う              | 設楽博   | 小松原一男 | 秦秀信   | ドグラー、アズキ                                                                    |
| 11 | 6月16日       | 輝くブン あかつきの変身         | 岡崎稔   | 我妻宏     | 山崎誠   | ブン                                                                                |
| 12 | 6月23日       | 湖上の脱走                      | 大谷恒清 | 木暮輝夫   | 山崎誠   | [ 注釈 73 ]                                                                         |
| 13 | 6月30日       | 狂ったのは誰だ                  | 明比正行 | 野田卓雄   | 山崎誠   | リッキー、リーマ（カマキリ型殺人ロボット）                                          |
| 14 | 7月7日        | 最後の山男 ロゴと戦う           | 葛西治   | 森利夫     | 秦秀信   | ロゴ                                                                                |
| 15 | 7月14日       | 思い出求めるヤンマの旅          | 小湊洋市 | 落合正宗   | 内川文広 | ゲンゴローロボット、ハチロボット                                                    |
| 16 | 7月21日       | ああ恩師ノラキュラ先生          | 設楽博   | 小松原一男 | 山崎誠   | ブヨヨ                                                                              |
| 17 | 7月28日       | ロボットクラゲ黒潮に泳ぐ        | 岡崎稔   | 我妻宏     | 山崎誠   | マグネクラゲ                                                                        |
| 18 | 8月4日        | マメゾウは新入生                | 明比正行 | 白土武     | 内川文広 | [ 注釈 73 ]                                                                         |
| 19 | 8月11日       | 恐怖! バブロの泡                | 大谷恒清 | 奥山玲子   | 秦秀信   | バブロ                                                                              |
| 20 | 8月18日       | さらば妖精マイマイ              | 明比正行 | 野田卓雄   | 山崎誠   | マイマイ                                                                            |
| 21 | 8月25日       | がんばるビリ子                  | 山口秀憲 | 森利夫     | 内川文広 | ダイン                                                                              |
| 22 | 9月8日        | ビガーと愛すべき怪物たち        | 落合正宗 | 伊賀章二   | 秦秀信   | ビガー                                                                              |
| 23 | 9月15日       | マメゾウ鬼退治                  | 岡崎稔   | 我妻宏     | 秦秀信   | ミラージュ                                                                          |
| 24 | 9月22日       | 友情は火ともえて                | 小湊洋市 | 加藤政志   | 内川文広 | シナール                                                                            |
| 25 | 9月29日       | ミクロへの道 滅びの道           | 葛西治   | 角田紘一   | 内川文広 | セミの幼虫型、ガ型、ネズミ型、サソリ型、トカゲ型ロボット アリジゴク型自爆ロボット群 |
| 26 | 10月6日       | ギドロン対われら人間            | 設楽博   | 小松原一男 | 秦秀信   | 多数のアリロボットほか、各種の昆虫ロボット群                                        |

1973年9月1日は「ダブル世界タイトルマッチ」放送のため休止。

### 放送局
- NET（制作局）：土曜 20:30 - 20:55
- 北海道テレビ：土曜 20:30 - 20:55[102]
- 青森テレビ：土曜 20:30 - 20:55[103]
- 秋田放送：月曜 17:30 - 18:00[104]
- 山形テレビ：火曜 18:00 - 18:30[105]
- 宮城テレビ：日曜 8:30 - 9:00[106]
- 福島中央テレビ：月曜 - 金曜 16:05 - 16:30[107]
- 新潟総合テレビ：土曜 20:30 - 20:55[108]
- 信越放送：金曜 18:00 - 18:30[109]（1973年7月6日放送開始[110]）
- テレビ山梨：木曜 18:00 - 18:30[111]
- 静岡放送
- 富山テレビ放送
- 北陸放送：月曜 17:25 - 17:55[112]
- 福井放送：土曜 19:00 - 19:30[113]
- 名古屋テレビ：土曜 20:30 - 20:55[114]
- 毎日放送：土曜 20:30 - 20:55[115]
- 日本海テレビ：土曜 8:05 - 8:30
- 岡山放送：火曜 18:00 - 18:30[116]
- 広島ホームテレビ：土曜 20:30 - 20:55[116]
- テレビ山口：水曜 18:00 - 18:30[117]
- 瀬戸内海放送：土曜 20:30 - 20:55[116]
- 九州朝日放送：土曜 20:30 - 20:55[118]
- 熊本放送：木曜 17:30 - 18:00[119]
- テレビ大分：土曜 20:30 - 20:55[120]
- 沖縄テレビ：木曜 18:00 - 18:30（1973年5月放送開始）[121]

### 映像ソフト化
- 1997年に、初めて全話収録されたLD（レーザーディスク）が全4巻（各巻2枚組8話収録・VOL.4のみ1枚2話収録）で発売された[122][123][124][125]。
- 2009年3月27日には全話収録のDVD-BOX[126]が発売された。2023年10月現在、DVD単巻でのバラ売りはされていない。

LD・DVD-BOXのいずれも、ローカル局用フォーマットで収録されているが、キー局用のオープニング・予告もボーナストラックに収録されている。

### 備考
2009年4月から7月まで東映チャンネルで再放送されたほか、2013年7月12日(金)深夜0時、NHKBSプレミアム「手塚治虫×石ノ森章太郎　TV作品初回・最終回大集合!」にて、初回と最終回が放送された。